# Lena Ericsson
Lena Maria Ericsson Tanggaard, tidigare Bingestam, ursprungligen Karlsson, född 21 januari 1952 i Katarina församling i Stockholm, är en svensk sångerska och skådespelare. 

## Biografi

### Bakgrund
Lena Ericsson föddes i äktenskapet mellan kriminalinspektören Bernt Karlsson (1931–2009), senare gift Winberg, och Ulla-Britta Olofsson (1924–2013), omgift Ericsson och Hellqvist. Hon växte upp i Stockholm och använder sedan början av artistkarriären sin tidigare styvfars namn Ericsson.

### Karriär
Hon utbildades vid Adolf Fredriks musikskola i Stockholm. Under några år turnerade hon som vokalist i Leif Kronlunds storband. Lena Ericsson medverkade i Hasse å Tages revy Svea Hund på Göta Lejon 1976 och i farsen Charleys Tant på Vasan med bland andra Sven Lindberg 1977. 1979 turnerade hon som körsångerska med Abba under deras världsturné genom Nordamerika och Europa.
Hon i deltog Melodifestivalen 1974 med låten En enda jord, som slutade på tredje plats. Hon medverkade även 1982 med Någonting har hänt, som slutade på andra plats. Hon har medverkat i musikaler som Sommarnattens leende på Folkan i Stockholm och Cats på Chinateatern. Hon har även medverkat i operan Barfotaliv på Folkoperan.
Från 1987–2004 spelade hon huvudrollen som den sturska Brus-Britta i Skinnarspelet i Malung. Lena Ericsson har lånat ut sin röst i en del Disney-filmer, bland andra Peter och Draken. Hon har även lånat ut sin röst till program som Ed, Edd & Eddy och Powerpuffpinglorna. Hon har nu slutat som röstskådespelare.

### Familj
Åren 1977–1985 var hon gift med musikern Roger Bingestam (1949–1989) och fick en son 1979. År 1991 bosatte hon sig i Danmark där hon sedan 2007 är gift med musikern Aage Tanggaard (född 1957).

## Filmografi (i urval)
- 1977 – Peter och draken Elliott (röst)
- 1989 – Räddningspatrullen (TV-serie) (Pärlan)
- 1995 – Toy Story (röst)
- 1996 – Space Jam (röst som Lola Kanin)
- 1997 – Ensam hemma igen (röst)
- 1997 – Anastasia (röst)
- 1999 – Toy Story 2 (röst)
- 2001 – Powerpuffpinglorna (TV-serie) (röst som Bubblan)

## Teater

### Roller (ej komplett)
| År   | Roll          | Produktion                                             | Regi        | Teater      |
| ---- | ------------- | ------------------------------------------------------ | ----------- | ----------- |
| 1977 | Amy Spettigue | Charleys tant Brandon Thomas                           | Per Gerhard | Vasateatern |
| 1978 | Anne Egerman  | Sommarnattens leende Stephen Sondheim och Hugh Wheeler | Stig Olin   | Folkan      |

## Diskografi (i urval)
- 1974 - ”Jag Undrar Vad Du Tänker På” - Polydor
- 1980 - "Hold On I'm Comin'" SOS SOSLP-015
- 1991 – Doodlin' - Phontastic PHONT NCD 8808

### Fotnoter
1. ↑   Sveriges befolkning 1990. Ramsele: Svensk arkivinformation (SVAR), Riksarkivet. 2011. Libris 12076919. ISBN 9789188366917
2. ↑   Sveriges befolkning 1960. Arkiv Digital
3. 1 2   Sveriges dödbok 7: 1860-2017. Sveriges släktforskarförbund. 2018. Libris 5fmmd34c39cvtmg1. ISBN 9789188341280
4. ↑   Sveriges befolkning 1970 (Version 1.00). Stockholm: Sveriges släktforskarförb. 2002. Libris 8861349. ISBN 91-87676-31-1
5. ↑   Sveriges befolkning 1980. Stockholm: Sveriges släktforskarförb. 2004. Libris 9632925. ISBN 91-87676-37-0
6. ↑   Sveriges befolkning 1985. Arkiv Digital
7. ↑  Leif Zern (15 september 1978). ”Musikfest i sommarnatten”. Dagens Nyheter:  s. 14. http://arkivet.dn.se/arkivet/tidning/1978-09-15/251/14. Läst 22 augusti 2015.